# WACA Ground
 (avril 2025).
Le W.A.C.A. Ground ou Western Australia Cricket Association Ground est un stade situé à Perth, en Australie.
Il est utilisé pour le football australien, le cricket, le rugby à XIII et le football. C'est le terrain de l'équipe de cricket d'Australie-Occidentale, les Western Warriors. Il est utilisé pour les rencontres internationales de l'équipe d'Australie de cricket depuis 1970. Le premier test joué au WACA débuta le 11 décembre 1970 et opposa l'Australie à l'équipe d'Angleterre.
Le WACA a une capacité d'environ 20 000 places.

## Évènements
- Coupe du monde de cricket de 1992
- Coupe du monde de cricket de 2015